# Satoshi Miyagawa
Satoshi Miyagawa (født 24. marts 1977) er en tidligere japansk fodboldspiller.
Han har spillet for flere forskellige klubber i sin karriere, herunder Sagan Tosu.